# 東前村
東前村（ひがしまえむら）は、かつて岐阜県安八郡にあった村である。
現在の大垣市東前、犬ケ渕町に該当する。

## 歴史
- 1889年（明治22年）7月1日 - 旧来の東前村と犬ケ渕村が合併し発足。
- 1897年（明治30年）4月1日 - 禾森村、築捨村、高橋村、長沢村、江崎村と合併し安井村が発足。同日東前村廃止。

## 神社・仏閣
- 神明神社
- 真浄寺